# Lisa Mordente
Lisa Angela Mordente (New Hyde Park, 30 luglio 1958) è un'attrice, ballerina e cantante statunitense, nota soprattutto per il suo lavoro nel teatro musicale di Broadway.

## Biografia
Figlia dei ballerini Tony Mordente e Chita Rivera, Lisa debutta a Broadway nel 1978 e per la sua performance in Platinum è candidata al Drama Desk Award. Tre anni dopo torna a Broadway nel musical Marlowe, dove interpreta Emelia Bossano e viene candidata al Tony Award alla miglior attrice protagonista in un musical. Ha recitato anche in altri musical, tra cui Zorba (1968), Gypsy con Angela Lansbury (1975) e Anything Goes con la madre Chita Rivera (1982).

## Filmografia parziale

### Televisione
- Doc - serie tv, 7 episodi (1976)